# Crawling Wind
Crawling Wind is een album van de Belgische avant-garde rockgroep Univers Zero. Het verscheen in 1983 als ep op het label Eastern Works, de Japanse afdeling van Recommended Records. In 2001 werd het met extra nummers heruitgebracht als album door Cuneiform Records. Crawling Wind bevat zowel live- als studio-opnames.
De platenhoes toont een foto van André Kertész, "In the Cloister".

## Musici
De bezetting van de band op de originele ep en de extra studio-opnames "Influences" is:
- Daniel Denis: drums, percussie, stem, harmonium, viool, piano
- Dirk Descheemaeker: klarinet, basklarinet
- Andy Kirk: harmonium, orgel, stem, piano, synthesizer, altviool, speeldoos, percussie, radio
- Guy Segers: bas, zang, viool
- Alan Ward: viool

De bezetting van de band op de liveopname van "Triomphe des Mouches" was:
- Daniel Denis: drums
- Dirk Descheemaeker: klarinet, casio
- Christian Genet: bas
- André Mergenthaler: cello
- Jean-Luc Plouvier: keyboards

De bezetting vande band van de liveopname van "Complainte" was:
- Michel Berckmans: hobo, fagot
- Daniel Denis: harmonium
- Patrick Hanappier: altviool
- Guy Segers: percussie
- Roger Trigaux: gitaar

## Muziek
| Nr. | Titel                              | Duur |
| --- | ---------------------------------- | ---- |
| 1.  | Toujours Plus à l'Est (studio)     | 5:34 |
| 2.  | Before the Heat (studio)           | 4:06 |
| 3.  | Central Belgium in the Dark (live) | 9:54 |
| 4.  | Influences (studio)                | 7:36 |
| 5.  | Triomphe des Mouches (live)        | 9:55 |
| 6.  | Complainte (live)                  | 5:29 |

De eerste drie nummers vormden de originele Japanse ep. Nummers 1 en 2 werden in de studio opgenomen in Jemappes. Nummer 3 is een live-improvisatie, opgenomen op 27 maart 1982 in Haine-Saint-Pierre.
De extra nummers dateren uit dezelfde periode. Nummer 4 ("Influences") werd eveneens in Jemappes opgenomen in 1982 en verscheen oorspronkelijk dat jaar op het compilatie-album Recommended Records Sampler, een promotioneel verzamelalbum van het platenlabel met gelijkaardige artiesten van het label. De opname van "Triomphe des Mouches" gebeurde op 31 maart 1984 in Hannover. "Complainte" was een oude liveopname van 5 april 1979 in Leuven.